# Belloa pickeringii
Belloa pickeringii là một loài thực vật có hoa trong họ Cúc. Loài này được (A.Gray) Sagást. & M.O.Dillon mô tả khoa học đầu tiên năm 1985.